# Pega-preta de Bornéu
A Pega-preta de Bornéu (Platysmurus aterrimus), também conhecida como pega-preta de crista, é um arborícola da família Corvidae. É endémica da ilha de Bornéu, no Sudeste Asiático.

## Taxonomia
A pega-preta de Bornéu era anteriormente considerada uma subespécie distinta da pega-preta, mas revisões mais recentes consideram-na agora uma espécie completa, Platysmurus aterrimus.

## Descrição
A pega mede cerca de 43 centímetros de comprimento. Tem uma plumagem totalmente preta com uma cauda longa, larga e graduada, um bico preto robusto, uma crista alta e eriçada, pernas e pés pretos e íris vermelhas. Tem uma crista mais alta do que a da subespécie designada e não tem a mancha branca nas asas.

## Comportamento
A pega é uma ave faladora e sociável, frequentemente observada em grupos familiares. Tem uma variedade de sons de assobio e de tagarelice e é também um imitador vocal. Voa com batidas de asa pouco profundas que produzem um som caraterístico de "whoo" ou "boobooboo".

### Reprodução
Um ninho encontrado na Reserva de Vida Selvagem de Tabin em Setembro de 1981 foi descrito como tendo cerca de 20 centímetros de diâmetro, construído com paus e colocado a 8 metros de altura numa pequena árvore.

### Alimentação
A pega-pega é um insectívoro, frugívoro, arborícola e foliáceo, que também se alimenta oportunisticamente de pequenos mamíferos e répteis.

## Distribuição e habitat
A pega-pega é encontrada nas terras baixas de Bornéu, variando em altitude até cerca de 300 metros acima do nível do mar. Habita florestas primárias, incluindo de dipterocarpus, kerangas e florestas de pântanos de turfa, e também pode ser encontrada em florestas secundárias, plantações de árvores e matagais.